# Lliga Popular Africana per a la Independència
La Lliga Popular Africana per a la Independència fou un partit polític del Territori Francès dels Àfars i dels Isses.
La LPAI va ser fundada el febrer de 1972 per la fusió de la Lliga Popular Africana (LPA) de Hassan Gouled Aptidon, la Lliga pel Futur i l'Ordre (LAO) d'Ahmed Dini, l'AJP d'Idriss Farah Abaneh i la Unió Democràtica Issa. Els dos primers són president i secretari general, respectivament. Proper al Front d'Alliberament de la Costa dels Somalis (FLCS), s'oposa al govern liderat per Ali Aref Bourhan i s'enfronta a la Unió Nacional per la Independència (UNI).
La Lliga va obtenir la independència del territori el juny de 1977, sota el nom de República de Djibouti. Es va reconvertir en el partit Reagrupament Popular pel Progrés (Rassemblement Populaire pour le Progrès, RPP).
La seva bandera era blava sobre verd, amb un triangle blanc al pal, dins del qual una estrella vermella (els colors del triangle eren a l'inrevés que la bandera del FLCS). El blau simbolitzava als somalis, el verd als àfars i el blanc l'entesa entre les dues ètnies. L'estel representava la independència. Aquesta bandera fou la base de la bandera de la República de Djibouti on només la posició de l'estel fou modificada.